# Vem kan mig visa vägen hem till min Faders hus
Vem kan mig visa vägen hem till min Faders hus är en sång med text från 1889 av Theodor Janson och musik från 1868 av William Howard Doane.

## Publicerad i
- Musik till Frälsningsarméns sångbok 1907 som nr 274.
- Frälsningsarméns sångbok 1929 som nr 30 under rubriken " Frälsningssånger - Frälsningen i Kristus".
- Frälsningsarméns sångbok 1968 som nr 108 under rubriken "Frälsning".
- Frälsningsarméns sångbok 1990 som nr 375 under rubriken "Frälsning".
- Sångboken 1998 som nr 137.